# Copidognathus uniareolatus
Copidognathus uniareolatus är en kvalsterart som beskrevs av Newell 1971. Copidognathus uniareolatus ingår i släktet Copidognathus och familjen Halacaridae. Inga underarter finns listade i Catalogue of Life.